# Невгамовні мерці
Невгамовні мерці (англ. The Unquiet Dead) — третій епізод першого сезону поновленого британського телесеріалу «Доктор Хто». Уперше транслювався 9 квітня 2005 року на телеканалі BBC One та був переглянутий 8,66 мільйонами глядачів у Великій Британії.

## Сюжет

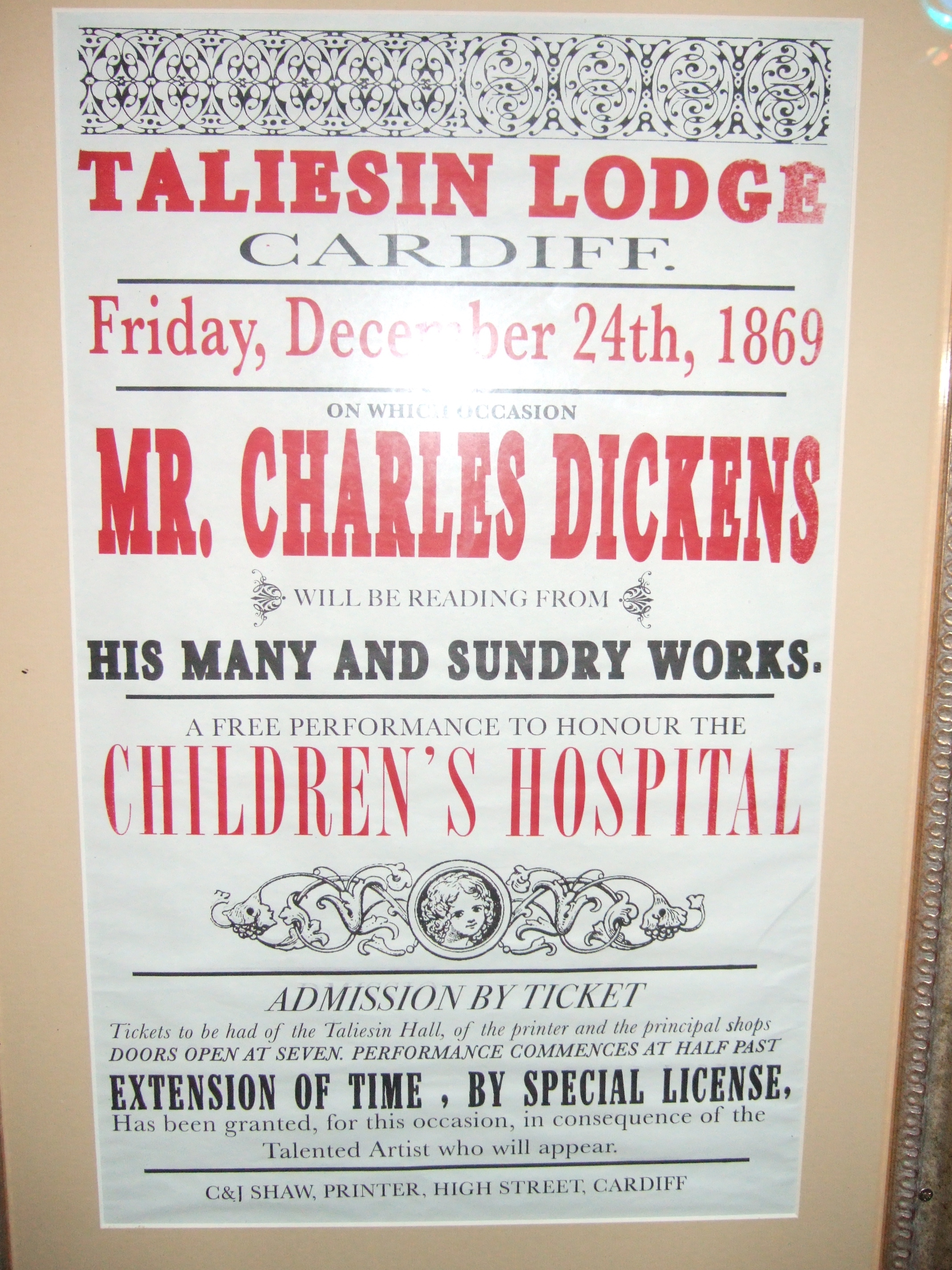
Постер з епізоду, показаний на виставці Doctor Who Experience

В цьому епізоді Дев'ятий Доктор разом з Роуз Тайлер вирушають до різдвяного вікторіанського Кардіффа 1869 року, де вони бачать дивних газоподібних істот. Доктор та Роуз об'єднуються разом з Чарлзом Діккенсом для того, щоби дослідити дії Габріеля Сніда — чоловіка, що управляє похоронним бюро, в якому оживають мертві тіла. Виявляється, що газоподібні істоти гельти увійшли до Кардіффа, використовуючи розлом у просторі та часі, та намагаються вижити, захоплюючи мертві тіла.